# Dylan Avery
Dylan Avery (Leesburg (Virginia), 1 november 1983) is een Amerikaans filmmaker bekend als regisseur, schrijver en verteller van de documentaire Loose Change omtrent de aanslagen op 11 september 2001, over de aanslagen op en instorting van het World Trade Center.

## Biografie
In 2002 besloot een 18-jarige Avery, die was geïnspireerd door het boek The Terror Timeline van Paul Thompson, een documentaire te maken met vrienden naar aanleiding van de aanslagen op 11 september 2001. Loose Change ging in première op 13 april 2005 en is heruitgegeven. De film vertelt op een alternatieve manier over de aanslagen. De film werd vooral populair op het internet, maar controversieel onder Amerikaanse media. Avery is een complottheoreticus die twijfelt aan de gang van zaken op 11 september 2001 zoals die algemeen wordt aangenomen. Avery heeft of had twijfels bij de aanslag op het Pentagon. Een (kleine) ballistische raket zou het Pentagon hebben geraakt. Hij beweert sinds de aanslagen dat de eigen overheid enige voorkennis had over alle gebeurtenissen. De overheid zou zich bewust afzijdig hebben gehouden om de Afghaanse oorlog uit te lokken, die een maand na de aanslagen begon. Over de aanslagen op het World Trade Center oordeelde hij dat het vreemd was dat de stalen gebouwen dusdanig konden instorten zoals gebeurde op 11 september 2001. Zestien jaar na de aanslagen zei Avery dat hij deels tot inkeer was gekomen. In dat interview zei hij: "We zouden Donald Trump niet gekregen hebben als 9/11 niet was gebeurd. Avery maakte een documentaire over brutaliteit van politiediensten. Black and Blue ("Bont en Blauw") ging op 5 november 2018 in première. Hij woont sinds 2011 in Los Angeles om van daar uit documentaires te maken.

## Filmografie
- Loose Change (2005)
- 24 Hours of Free Music (2008)
- Buzzkill (2010)
- Olson (2011)
- Choices (2012)
- Note (2012)
- The Training (2012)
- Avi (2012)
- Neighbors in Paris (2012)
- A Field Full of Secrets (2013)
- Black and Blue (2018)
- The Eric André Show (2019), als zichzelf